# Vailhourles
Vailhourles (okzitanisch: Valhorlhas) ist eine französische Gemeinde mit 651 Einwohnern (Stand: 1. Januar 2022) im Département Aveyron in der Region Okzitanien. Sie gehört zum Arrondissement Villefranche-de-Rouergue und zum Kanton Villefranche-de-Rouergue. Die Einwohner werden Vailhourlais und Vailhourlaises genannt.

## Geographie
Vailhourles liegt rund 50 Kilometer nordnordwestlich von Albi und etwa 60 Kilometer westsüdwestlich von Rodez. Nachbargemeinden sind Martiel im Norden, Savignac im Nordosten, La Rouquette im Osten, Castanet im Süden und Südosten, Parisot im Süden und Südwesten sowie Puylagarde im Westen.

## Bevölkerungsentwicklung
| Jahr                      | 1962 | 1968 | 1975 | 1982 | 1990 | 1999 | 2006 | 2013 | 2020 |
| Einwohner                 | 666  | 615  | 564  | 556  | 535  | 511  | 600  | 709  | 636  |
| Quelle: Cassini und INSEE |      |      |      |      |      |      |      |      |      |

## Sehenswürdigkeiten
- Kirche Saint-Géraud
- Kirche Sainte-Madeleine in Calcomier
- Kirche Saint-Grat in Mémer
- Kirche Saint-Grat-et-Saint-Ansul in Saint-Grat
- Kapelle Saint-Fiacre

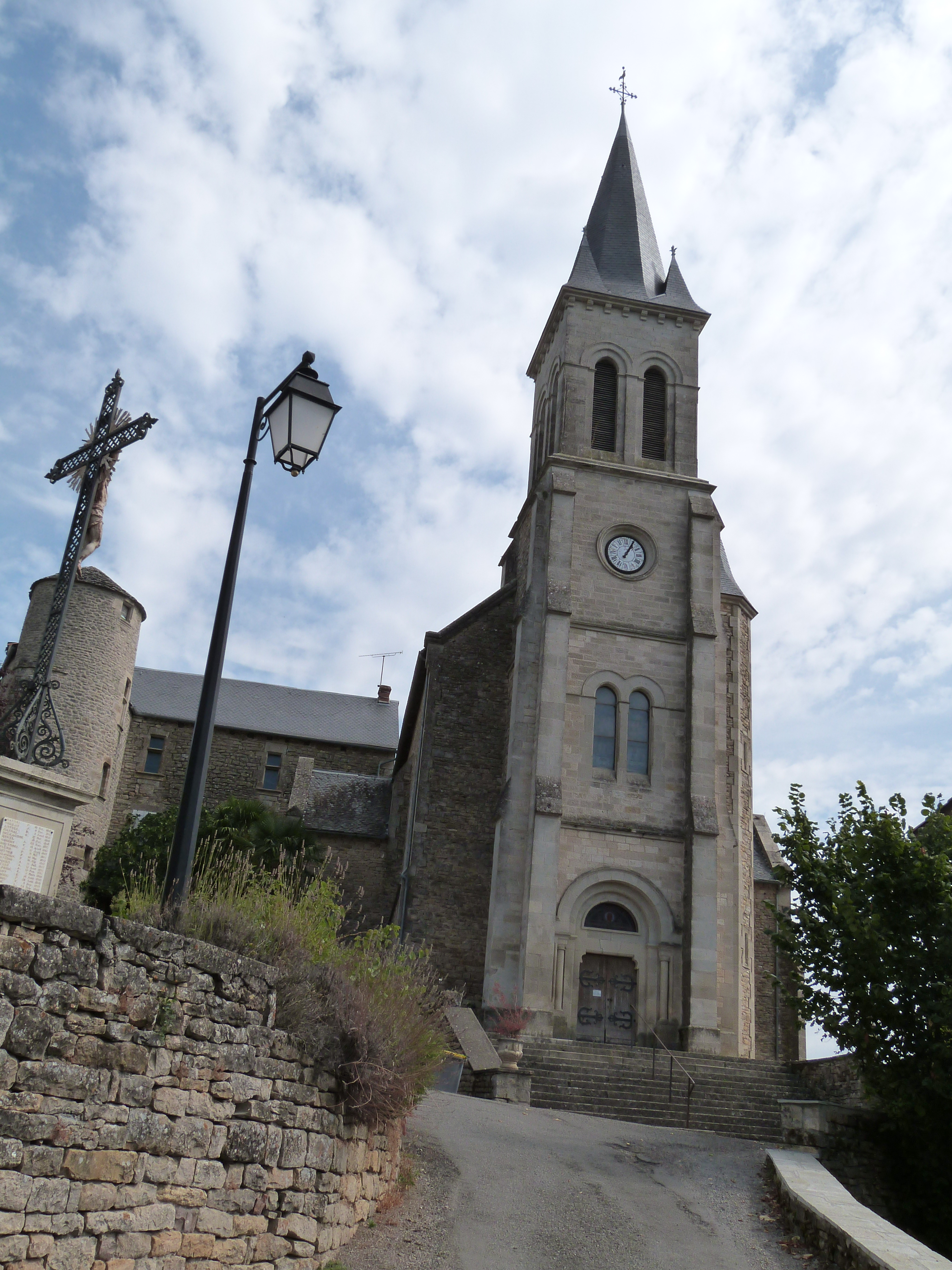
Kirche Saint-Géraud
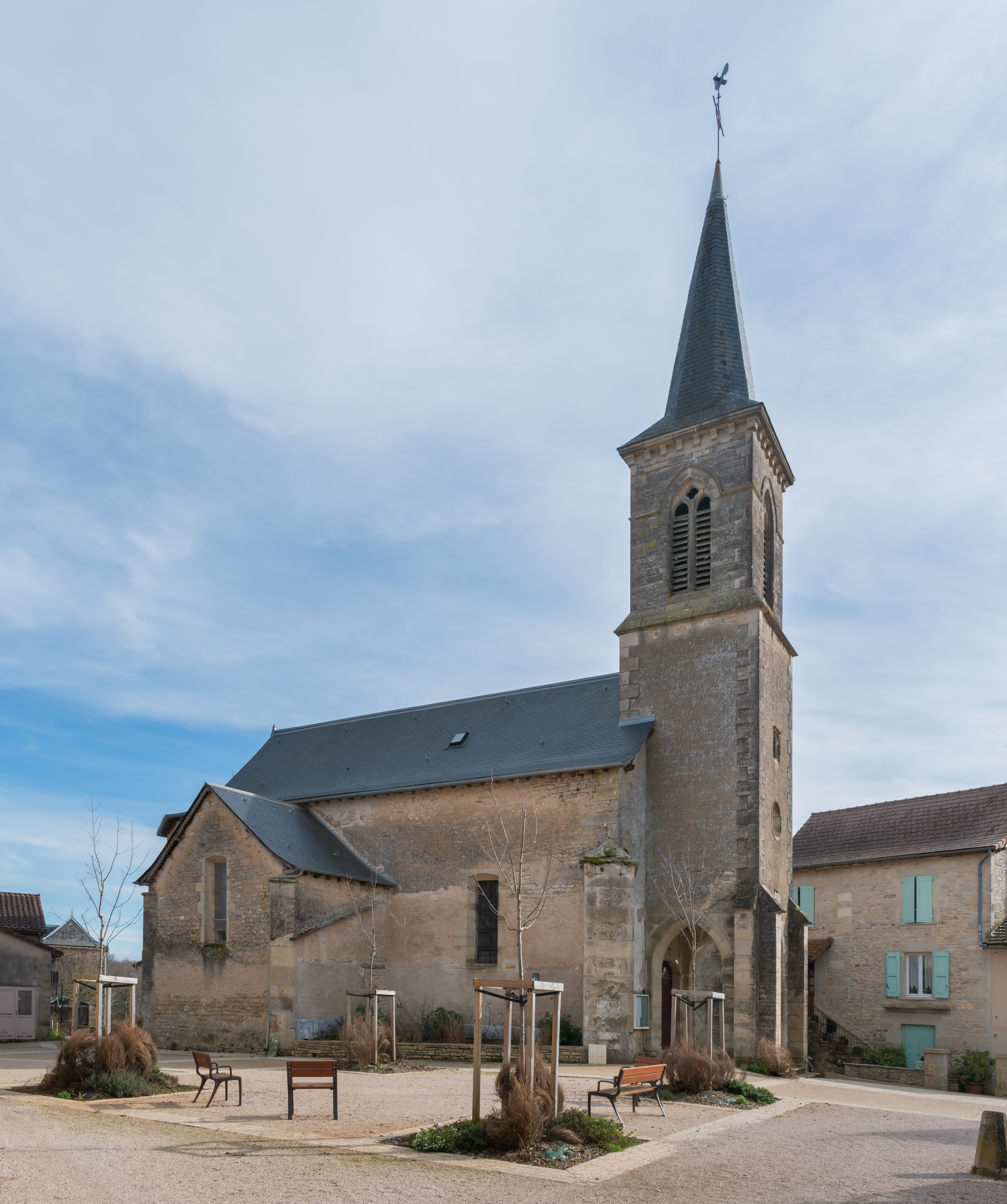
Kirche Saint-Grat in Mémer
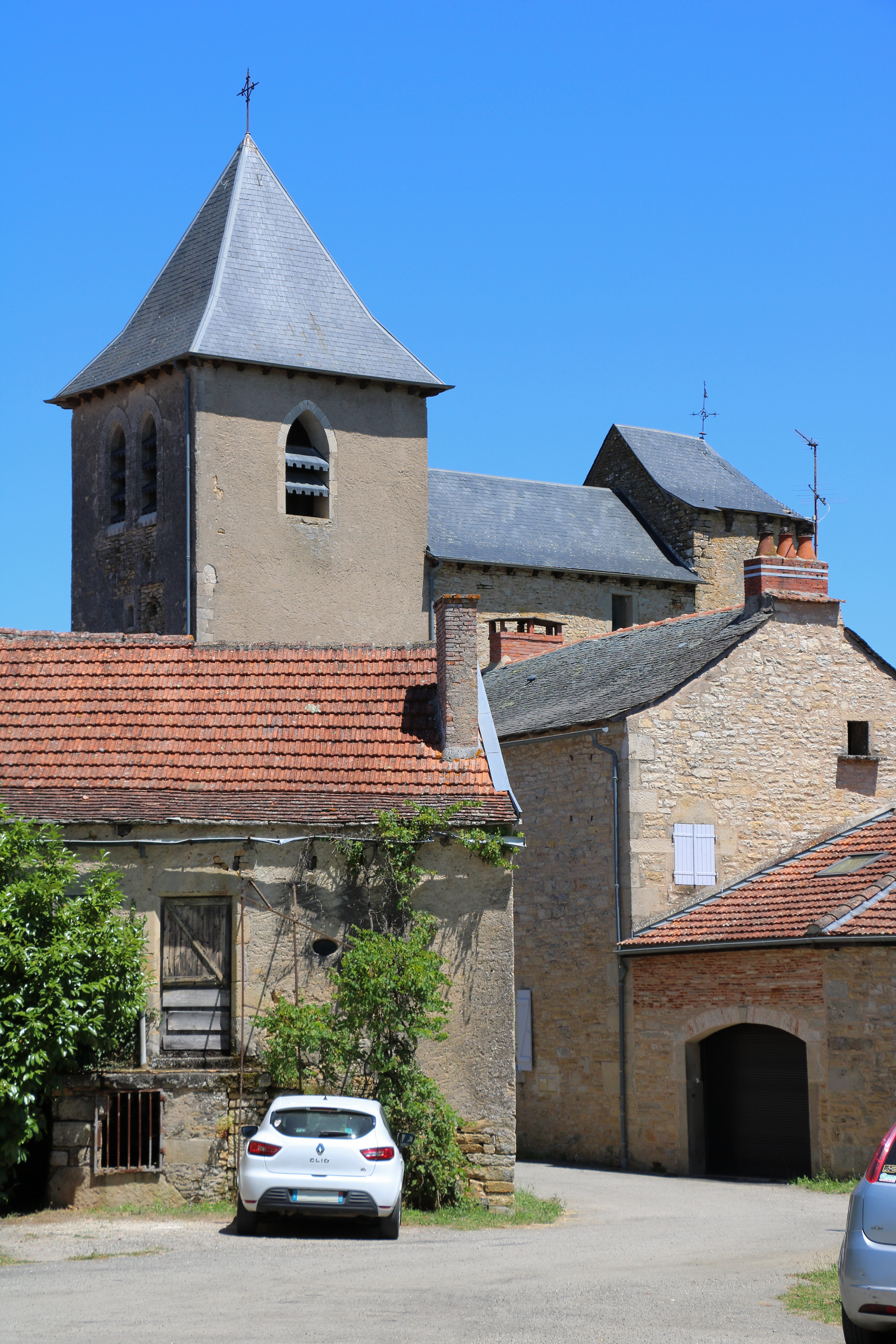
Saint-Grat-et-Saint-Ansul in Saint-Grat
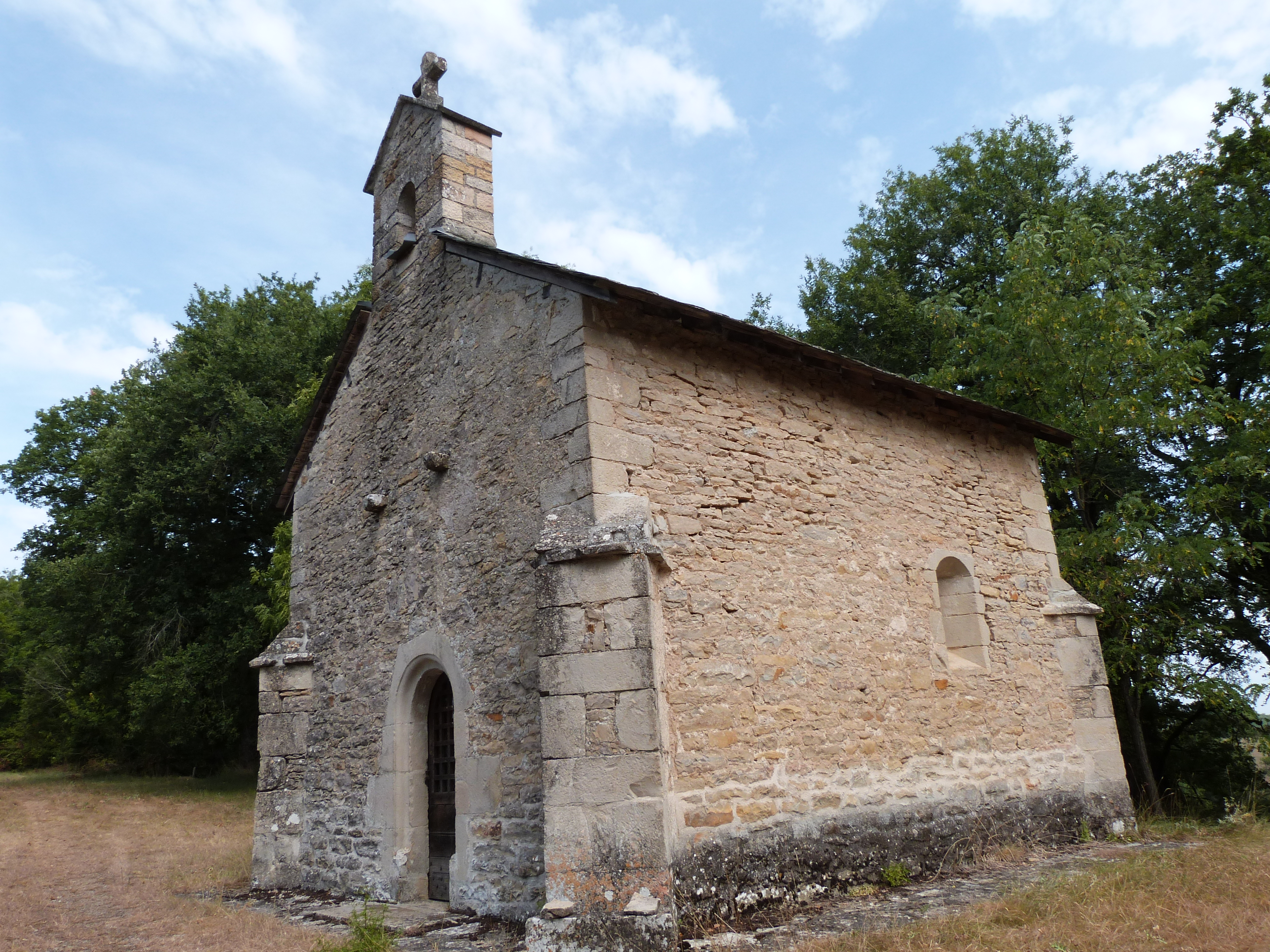
Kapelle Saint-Fiacre